# セントルイス大学 (フィリピン)
セントルイス大学（フィリピン）（英語:Saint Louis University、略称：SLU）は、ルソン島・コルディリェラ行政地域・ベンゲット州・バギオに位置するフィリピンの大学である。

## 概要
1911年に創立、マニラ北部で最初に設立された私立大学。1963年に大学へ昇格した。4つのキャンパスを持つキリスト教カトリック系大学（カトリック大学）である。横浜ゴム（YOKOHAMA TIRE PHILIPPINES, INC.）が奨学金制度を提供している。

## 沿革
- 1911年 - Seraphin Devesse牧師が学校を設立。
- 1952年 - 工学・建築学部の前身が設立。
- 1963年5月 - 大学に昇格。
- 2015年 - 教師教育学部と教養学部を統合。

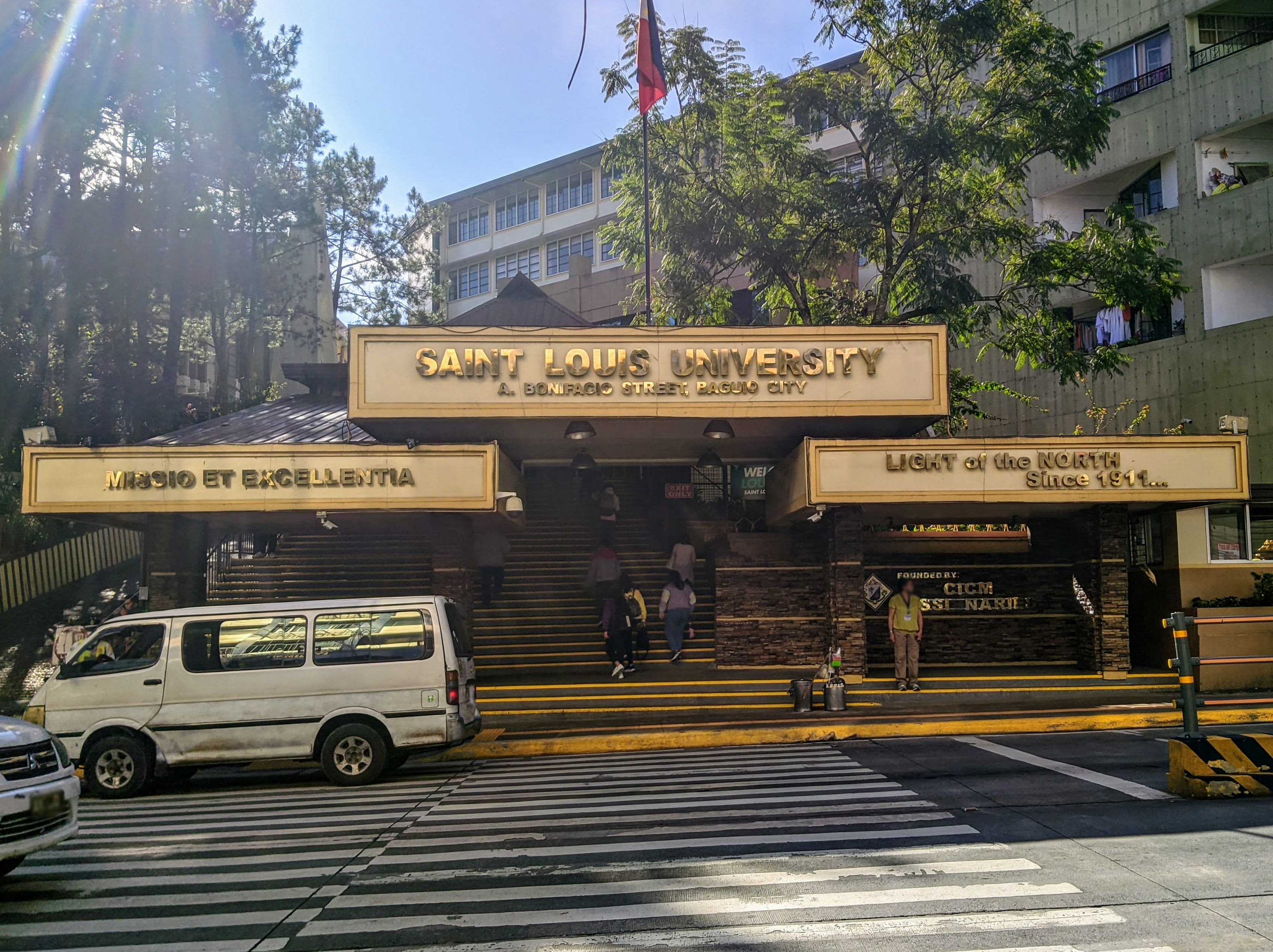
セントルイス大学・正門

## キャンパス
メインキャンパス
- Houses the Schools of Engineering and Architecture,
- Teacher Education & Liberal Arts,
- Law,
- Medicine,
- Natural Sciences,
- Nursing,
- The SLU Hospital of the Sacred Heart,

サテライトキャンパス
- ゴンザガキャンパス（Gonzaga Campus）
  - Houses the SLU Laboratory Elementary School,
- ネイビー・ベースキャンパス（Navy Base Campus）
  - Houses the SLU Laboratory Elementary School,
- メリーハイツキャンパス（Maryheights Campus）
  - School of Accountancy,
  - Business Management,
  - Computing And Information Sciences,

## 大学
- 法学部
- 会計・経営学部
- 工学・建築学部
- 自然科学部
- 医学部
- 看護学部
- 教師教育・教養学部

## 対外関係
工学・建築学部部
- モンクット王工科大学トンブリー校

医学部
- ルーヴェン・カトリック大学

看護学部
- ディーキン大学
- ビクトリア大学 (オーストラリア)
- Ersta Sköndal Bräcke University College（英語）
- リンネ大学
- ダービー大学（英語版）

自然科学部
- Huachiew Chalermprakiet University（英語）

会計・経営学部
- インドネシア大学
- ビナ・ヌサンタラ大学
- テッサリア大学（英語版）
- マルコーニ大学（英語版）
- Varna University of Management（英語）

教師教育・教養学部
- チェンマイ・ラチャパット大学
- アサンプション大学 (タイ)

### 日本における協定校
部局間学術交流協定
- 工学・建築学部と東京農工大学